# Sexuell kannibalism

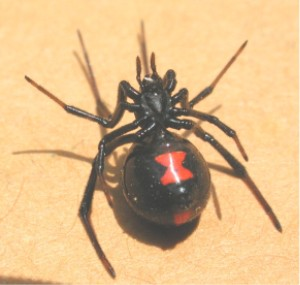
Hos ett flertal arter änkespindlar äter honan upp hanen i samband med parning, därav namnet "den svarta änkan".

Sexuell kannibalism är inom biologin den akt då ett djur kannibaliserar den partner de ingår med före, under eller efter parning. Det utförs huvudsakligen av arter från gruppen spindeldjur, men fenomenet har även observerats hos ett flertal insektsarter. Det finns en rad olika teorier till varför sexuell kannibalism förekommer naturligt och hur det är evolutionärt logiskt för vissa arter att inneha beteendet. En trolig förklaring är att sexuell kannibalism fungerar som en typ av investering av hane till hona, det vill säga att det säkerställer att honan får tillräckligt med näring för att frambringa frisk avkomma, som i slutändan också är i hanens ändamål.
Hos många arter förtärs hanen redan direkt efter den har blivit upptäckt av honan. Honor som besitter detta beteende uppvisar ofta aggression och därför har hanarna utvecklat olika sätt för att handskas med detta.
Hos de flesta arter där fenomenet observerats så är det oftast honor som initierar sexuell kannibalism. Det motsatta har dock också observerats, det vill säga när hanen är den som förtär honan. Fenomenet förekommer exempelvis hos spindelarterna Micaria sociabilis och Allocosa brasiliensis.